# Направление ветра

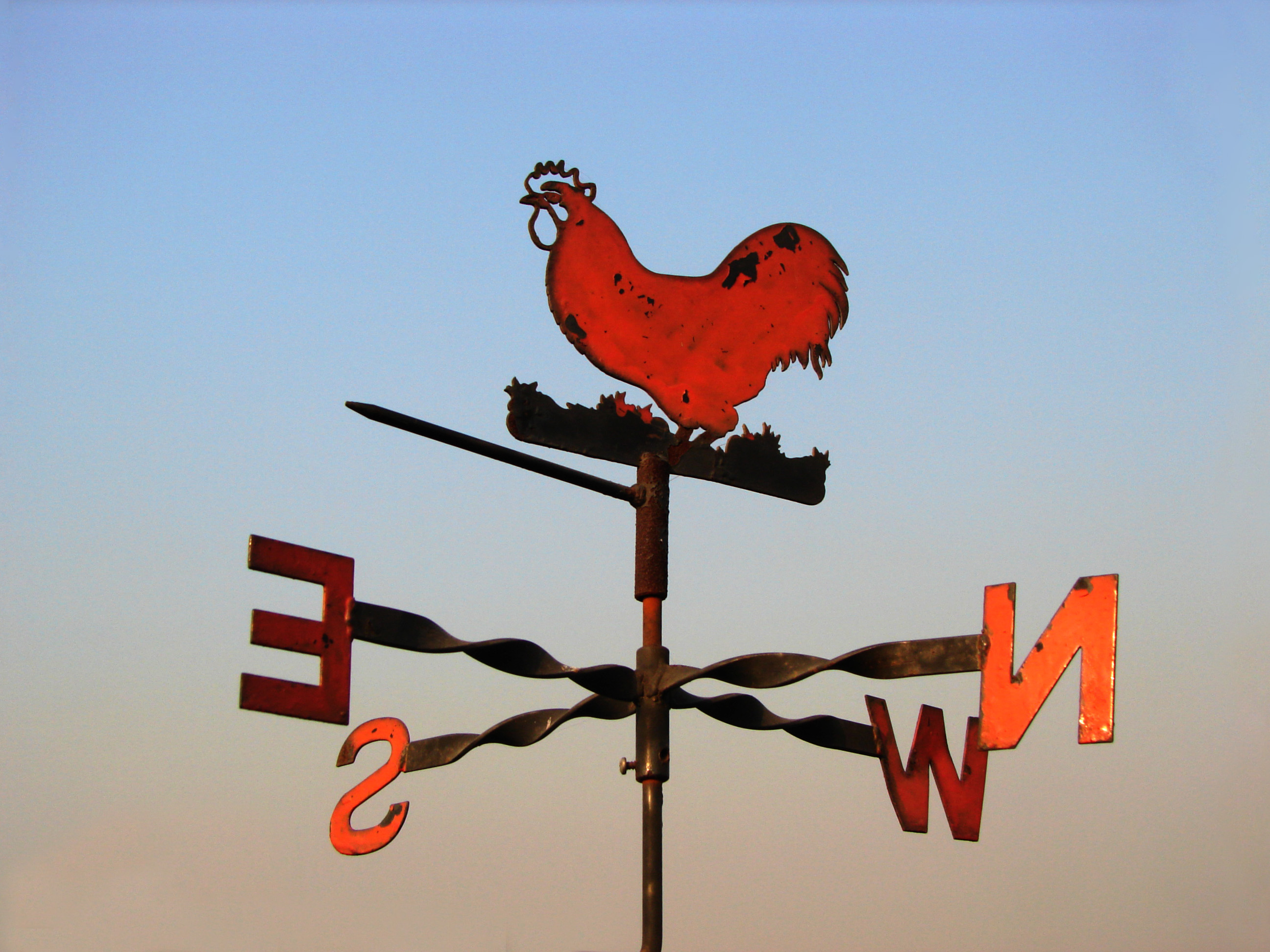
Образец флюгера.

Направление ветра — один из показателей движения атмосферного воздуха. Метеорологическое направление ветра указывает азимут точки, откуда дует ветер; тогда как аэронавигационное направление ветра — куда дует: таким образом, значения различаются на 180°. Навигационный ветер применяется исключительно как вспомогательная величина при расчетах. Метеорологическое направление ветра — та величина, к которой привык каждый из нас. Юго-западный ветер означает, что ветер дует с Юго-запада, если пересчитать в градусы, то получим направление 225 градусов, именно в таком виде и применяется значение направления ветра в авиации.
Для измерения направления ветра используются разнообразные инструменты, подобные ветроуказателю и флюгеру. Оба этих инструмента работают, двигаясь при малейшем дуновении ветра. Таким же образом флюгер показывает преимущественное направление ветра — его хвостовая часть направлена в сторону, в которую дует ветер.
Современные инструменты, используемые для измерения скорости и направления, называются, соответственно, анемометром и флюгером. Эти типы инструментов используются в энергетической промышленности на основе энергии ветра, и оба служат для оценки ресурсов ветра и помощи в управлении турбинами.
В ситуациях, когда современные инструменты недоступны, человек может узнать направление движения ветра, смочив палец и выставив его вверх. При этом с той стороны, откуда дует ветер, палец ощущает прохладу, которая обусловлена повышенной скоростью испарения влаги с кожи пальца из-за потока проносящегося рядом воздуха. Но эта техника «измерения пальцем» направления ветра не работает в слишком влажных или очень жарких климатических условиях. Такой же принцип используется для определения точки росы (при помощи психрометра, более точного инструмента, чем человеческий палец).